# Escròfula
La limfadenitis cervical tuberculosa, també coneguda com a escròfula, es refereix a una limfadenitis dels ganglis limfàtics cervicals associada a la tuberculosi.
L'escròfula actualment s'observa més sovint en pacients immunodeprimits (al voltant del 50% dels casos de limfadenopatia tuberculosa cervical). Al voltant del 95% dels casos d'escròfula en adults són causats per Mycobacterium tuberculosis, però només el 8% dels casos en els nens. La resta són causades per micobacteris atípics (Mycobacterium scrofulaceum) o micobacteris no-tuberculosos. Amb el descens marcat de la tuberculosi a la segona meitat del segle xx, l'escròfula es va convertir en una malaltia molt rara. Amb l'aparició de la sida, però, ha mostrat un ressorgiment, i en l'actualitat afecta al voltant del 5% dels pacients amb immunodeficiència greu.

## Signes i símptomes
Els signes i els símptomes més comuns són l'aparició d'una massa al coll, d'evolució crònica i lenta, indolora i persistent. La massa es coneix com a "abscés fred", perquè no hi ha escalfor (per inflamació) local i la pell de sobre pot adquirir un color violaci. Poden produir-se fístules, que connecten el gangli amb la pell.

## Història
L'escròfula, en sentit històric, era qualsevol varietat de malaltia de la pell que afectava els ganglis limfàtics del coll (ja que antigament no se'n podia fer el diagnòstic de l'origen o no de tuberculosi). A l'edat mitjana es creia que el "toc reial", el toc del monarca d'Anglaterra o de França, podia curar malalties, a causa del dret diví dels sobirans; d'aquí va ser que es conegués com el mal del rei. Aquesta pràctica, la del toc, es va continuar en Anglaterra fins al segle xviii. La paraula ve del llatí scrofula o truja de cria.
La minova (adiva, minva, binova), és l'infart ganglionar o adenitis, en general la forma oberta (cast. lamparón). També rep els noms de bóssega, gotornó, panolla, paparota, porcellana.